# Jacinto
Jacinto là một đô thị thuộc bang Minas Gerais, Brasil. Đô thị này có diện tích 1390,518 km², dân số năm 2007 là 12422 người, mật độ 8,6 người/km².